# Vuze
Vuze (tidligere Azureus) er et Java baseret BitTorrent program, som understøtter I2Ps og Tors anonyme kommunikations protokoller. Programmet understøtter for tiden Windows, Mac OS X, Linux og Unix. Azureus er desuden latin for azur, en himmelblå farve.
Azureus BitTorrent Client tillader brugeren at downloade flere filer i én brugergrænseflade (GUI). Programmet giver mulighed for detaljeret information og konfiguration. Når man henter en torrent, kan man se:
- hvilke filer man har downloadet
- hvor mange procent af hver fil og hvilke stykker man mangler, stykkernes numre og tilgængelighed
- hvem der hentes fra, deres download og upstream hastigheder, IP, port, klient program og endnu flere muligheder, hvis man er Super-Seeding.
- download og upstream hastigheder, resterende tid, fil- og tracker information.

Azereus giver brugeren mulighed for at specificere den højeste upload og download hastighed og kan konfigureres som mange andre klienter. Azureus giver desuden brugeren mulighed for at åbne filer, inden den komplette torrent er hentet. Ud over det kan Azureus fungere som sin egen tracker (serveren som overvåget Bittorrent sværmen), hvilket giver brugere mulighed for at dele deres filer uden først at skulle uploade den til en hjemmeside. Azureus' funktionalitet kan udvides med forskellige plugins, hvoraf en af de mere populære er Country Locator.
Den Blå Giftfrø (Dendrobates azureus) er vist på Azureus' hjemmeside og i programmets opstartsskærm, og lægger uden tvivl navn til projektet.
Den seneste version af Azureus introducerer funktionen Distribueret Database, som er en udvidelse af BitTorrent protokolen, hvilket gør programmet mindre afhængingt af trackers. Det giver mulighed for at en torrent, hvor den originale tracker er nede eller meget langsom, kan få bruger-data (og til sidst downloade filen) fra andre brugere af Azureus. Ulempen ved dette er private trackers, som kræver medlemskab og ikke vil have at ikke-medlemmer downloader deres torrents. De private trackers er nødsaget til at ændre deres torrents, så Azureus ved at der ikke skal videregives information om sværmen til brugeren.
Nogle kritikere siger at dette er 'at genopfinde hjulet', mens de henviser til tidligere peer-to-peer protokoller og programmer, som BitTorrent blev bifaldet for at ... Andre ser det som en udvikling af Bittorrent protokollerne.